# Diante Watkins
Diante Watkins, né le 7 mai 1990, est un joueur professionnel américain de basket-ball. Il joue au poste de meneur.

## Clubs successifs
- 2016 - 2017 :  Nürnberg BC
- 2017 - 2018 :  SOMB